# 定中门街道
定中门街道，是中华人民共和国湖北省襄阳市樊城区下辖的一个乡镇级行政单位。

## 行政区划
定中门街道下辖以下地区：
定中桥社区、水星台社区、劳动街社区、定中街社区、大井台社区、永安桥社区、陈老巷社区和望江街社区。